# Ангелы-музыканты
«А́нгелы-музыка́нты» («Ангелы, играющие на музыкальных инструментах») — сохранившиеся элементы фрески работы художника Мелоццо да Форли, которые изначально украшали апсиду базилики Святых Апостолов, недалеко от площади Венеции в Риме. В ходе реконструкции базилики в 1711 году фрагменты росписи апсиды были сняты со стен, часть вместе с центральной фигурой Христа была перенесена в Квиринальский дворец, а изображения музицирующих ангелов — в Ватикан, где в настоящее время они составляют важную часть художественного собрания папской Пинакотеки.
Ангелы-музыканты были частью композиции Вознесения Христа: фигуры ангелов сопровождали Христа, возносящегося в небеса, при этом Мелоццо мастерски передал восходящее движение Христа и танцевальные движения ангелов. В здании базилики для зрителей создавалось ощущение, что и Христос, и ангелы будто стремились проникнуть сквозь свод апсиды ввысь.

## История фрески
Заказчиком росписи апсиды базилики Святых Апостолов был папа Сикст IV, но непосредственным руководителем и вдохновителем реконструкции церкви выступал его племянник кардинал Пьетро Риарио, занимавший среди прочего пост латинского патриарха Константинополя и бывший титулярным кардиналом базилики Сан-Систо. Пьетро Риарио был известен своим меценатством, покровительствуя многим художникам и поэтам того времени, он также был устроителем пышных церковных и светских торжеств, театральных представлений. В 1473 году по его заказу были проведены грандиозные и экстравагантные празднества в честь Элеоноры Арагонской, о которых сохранилось множество свидетельств в воспоминаниях современников. После смерти Пьетро Риарио роль заказчика росписи базилики Святых Апостолов перешла к кузену Риарио, кардиналу Джулиано делла Ровере, будущему папе Юлию II.
Искусствоведы предполагают, что на создание образов музицирующих ангелов Мелоццо могли вдохновить реальные события и культурные традиции его времени. Пышные празднества, устраиваемые Пьетро Риарио, например, торжества 1473 года в честь Элеоноры Арагонской, с их музыкантами и нарядными гостями, могли послужить прообразами для небесного оркестра. Возможно, Мелоццо участвовал в художественном оформлении этих мероприятий. Другим источником вдохновения могла служить античная иконография, в частности, изображение бога Аполлона в окружении танцующих муз, что перекликается с хороводным танцем ангелов у Мелоццо. Кроме того, новаторское использование перспективы художником указывает на его возможное знакомство с иллюзионистическими росписями античности.

## Первоначальная композиция фрески
Для росписи апсиды Мелоццо да Форли выбрал торжественную тему Вознесения Христа, выстроив многоярусную композицию:
— Верхний ярус: композицию венчала фигура Христа, возносящегося в небеса. Его ноги были скрыты драпировкой, а босые стопы опирались на облака. Христа окружали многочисленные путти — белокурые крылатые младенцы с руками, сложенными на груди или в молитвенном жесте.
— Средний ярус: под фигурой Христа располагались знаменитые ангелы-музыканты. По мнению исследователей, их было более двадцати, и они были изображены играющими на различных инструментах и одновременно словно танцующими, образуя небесный хоровод.
— Нижние ярусы: ниже ангелов, вероятно, находилась группа апостолов с Богоматерью. Самый нижний ряд, судя по сохранившимся фрагментам монохромного фриза, мог изображать фигуры, условно называемые «сборщиками винограда».
Восемь сохранившихся в Пинакотеке Ватикана фрагментов с изображениями ангелов демонстрируют их динамичные позы и разнообразие музыкальных инструментов. Среди них — тамбурин, ребек (также упоминается как кифара), лира да браччо, лютня, барабан и треугольник (или другие перкуссионные инструменты). Первоначальный небесный оркестр, вероятно, включал также флейты, кларнет, арфы и ручной орган. Важной частью композиционного решения было не только разнообразие поз ангелов, но и форма и взаиморасположение их крыльев.
Искусствоведы, изучающие искусство Раннего Возрождения и творчество Мелоццо, в частности, особо отмечают использование в композиции Восхождения Христа радикальной перспективы «снизу вверх» (итал. prospettiva di sotto in sù) для создания впечатления восходящего движения Христа и ангелов, его мастерство в передаче сложных ракурсов и создании иллюзии глубины и вертикального движения. Его фрески в Санти-Апостоли (и позже росписи купола сакристии Святого Марка в Лорето) считаются основополагающими хрестоматийными примерами использования этой техники. Исследователи также отмечали, что Мелоццо мог вдохновляться античными примерами иллюзионистических росписей. Авторы монографий о Мелоццо да Форли в главах, посвящённых анализу его перспективных решений, подчёркивали, что снятие фрагментов фрески с переносом точки обзора на уровень глаз зрителей, привело к тому что стало заметным, что ноги и нижние части фигур кажутся массивными — прямое следствие применения Мелоццо перспективы «sotto in sù». Художник изначально выбирал очень низкую точку схода (или несколько точек схода), предполагая, что зритель смотрит на сцену снизу вверх. В этом случае части фигур, расположенные ближе к зрителю, а именно нижние части тел, ноги ангелов и Христа, кажутся больше и массивнее, чем те, что удалены. Головы и верхние части туловища, находящиеся дальше по мере «восхождения», перспективно сокращаются. Искажение пропорций было необходимо Мелоццо для создания убедительной иллюзии того, что фигуры находятся в пространстве над зрителем и движутся вверх. Зритель физически ощущал это движение. Последователи Мелоццо в ходе дальнейшего развития итальянского Возрождения и барокко, такие как Андреа Мантенья в Капелле Оветари и в росписи потолка Камеры дельи Спози, Корреджо в росписях куполов в Парме, приняли эстафету в использовании и развитии техники «sotto in sù» для создания эффектов, когда фигуры парят над зрителем.

## Дальнейшая судьба росписи
В конце XVII — начале XVIII века, в ходе масштабных реновационных работ в Риме, изрядно обветшавшая базилика Святых Апостолов, одна из древнейших в Риме, была подвергнута реконструкции в стиле позднего барокко под руководством известного архитектора Карло Фонтана. Работы затрагивали и апсиду церкви, фреска которой к тому времени пострадала от времени. Но, понимая ценность росписи Мелоццо, было решено перенести фрагменты фрески на металлическую основу, при этом центральная часть с изображением Христа в окружении путти была размещена в Квиринальском дворце, а изображения музицирующих ангелов — в Ватиканском дворце.

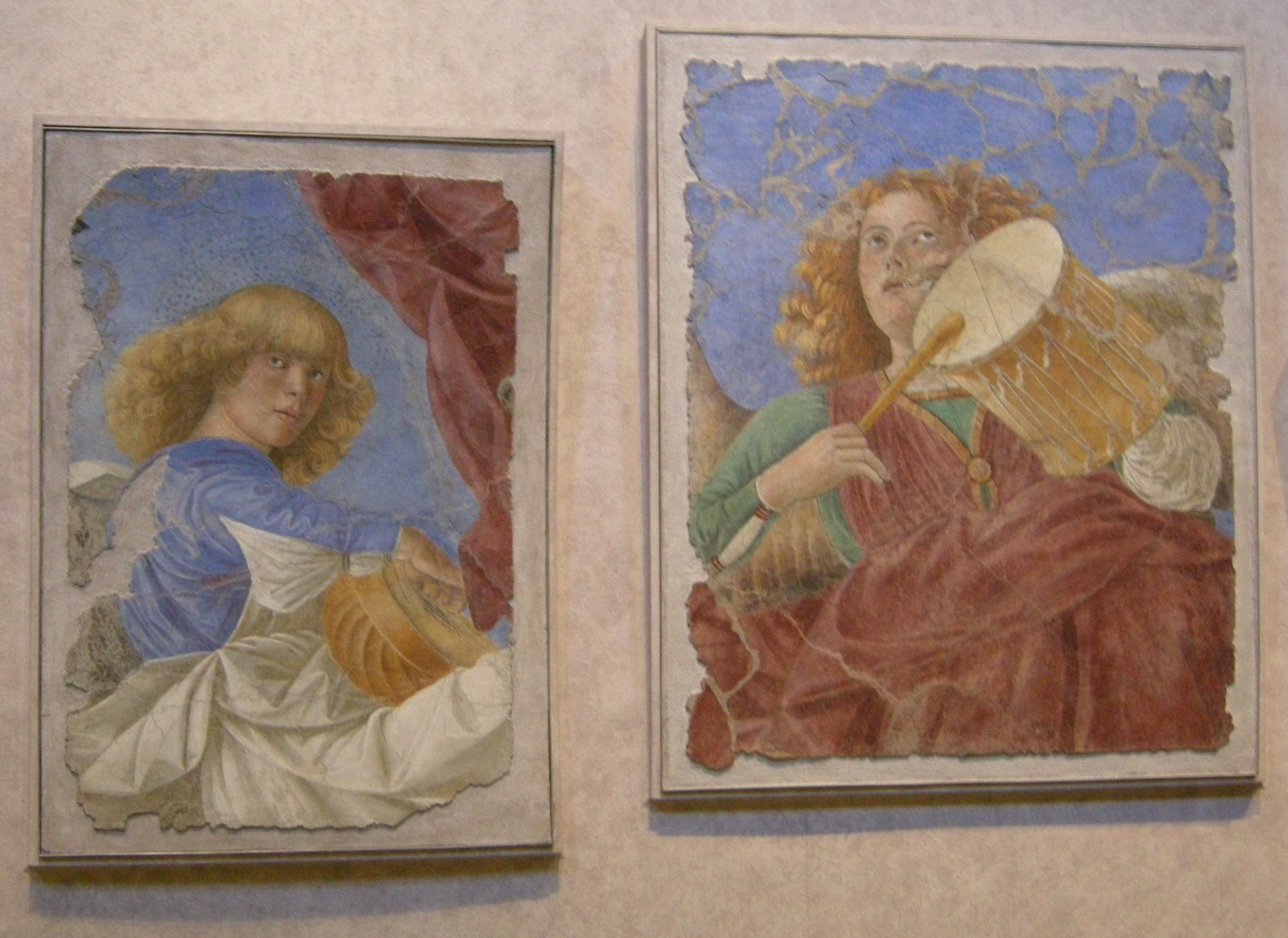
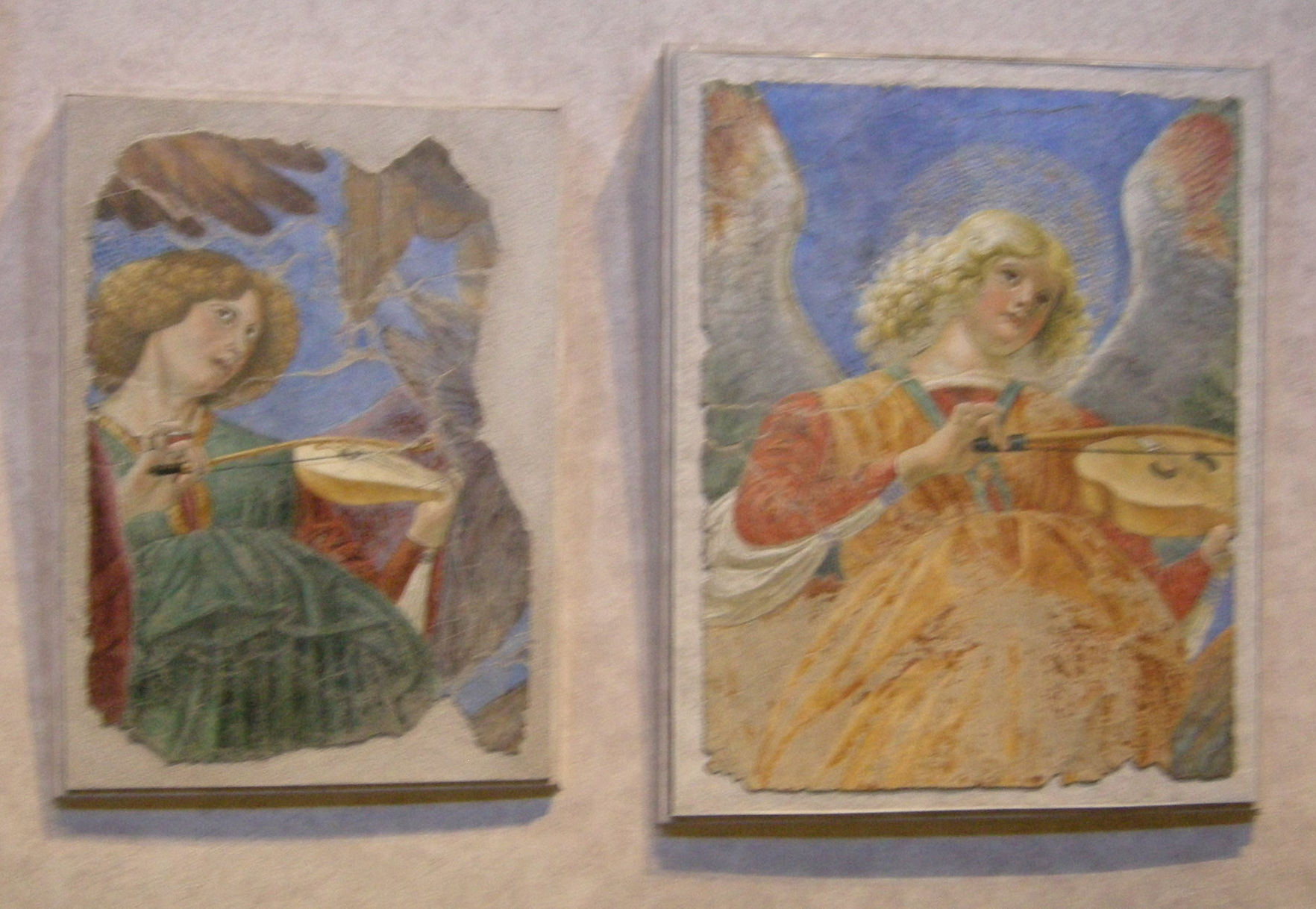
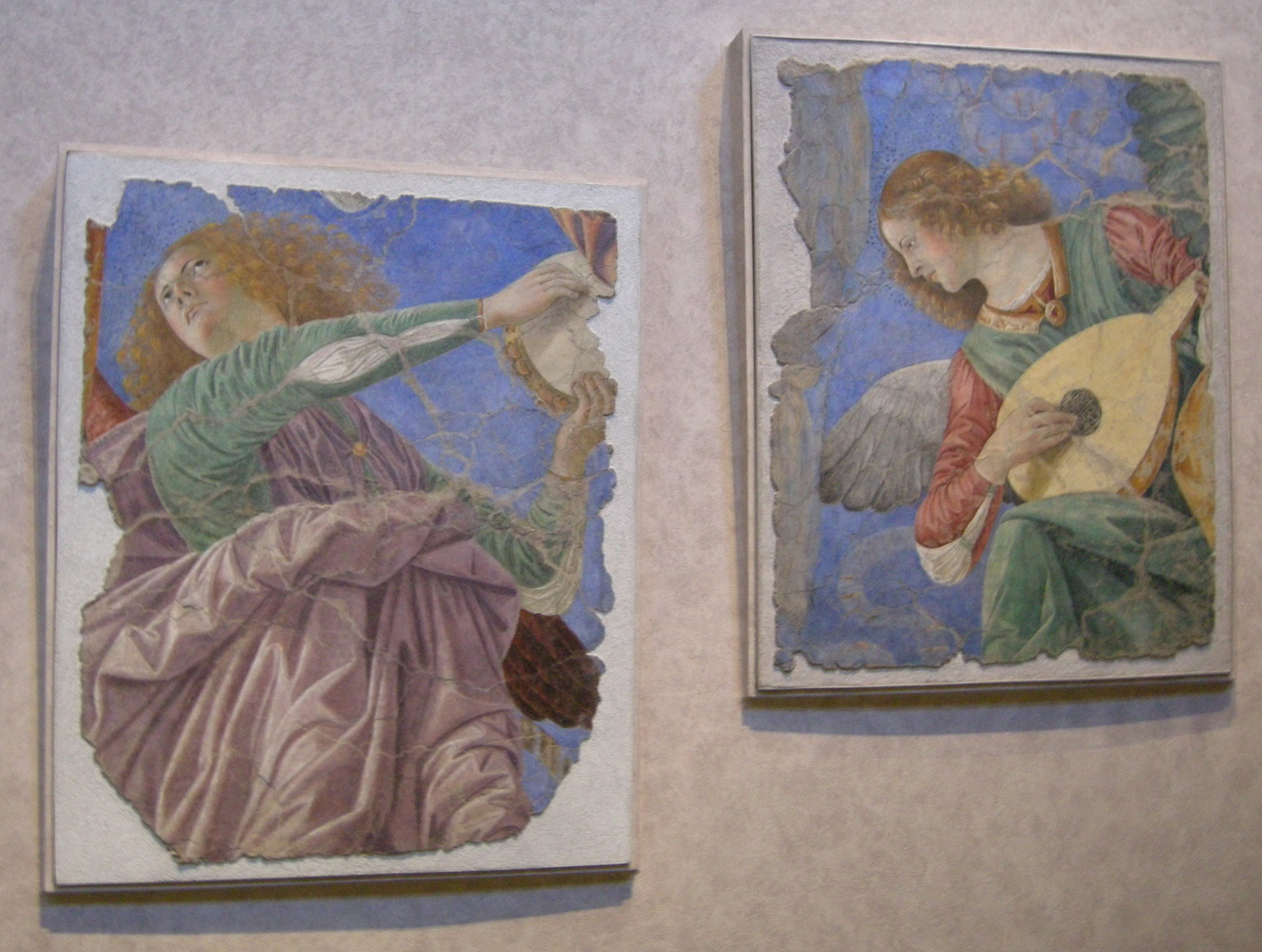